# Рома Жиган
Ро́ма Жига́н (настоящее имя — Рома́н Васи́льевич Чумако́в; род. 8 апреля 1984, Москва) — российский рэпер и бывший осуждённый грабитель.

## Биография
Роман Чумаков родился 8 апреля 1984 года в Москве и вырос в районе Братеево. 
Свою карьеру рэп-артиста начал в группе B.I.M., созданной продюсером В. Ферапонтовым. В рэп-группе Рома работал под псевдонимом Чума. Первым альбомом, в записи которого он принимал участие, стала «Собачья жизнь» (2002). 
В 2002 году Чумаков был осужден за грабёж и угон автомобиля и приговорён к 3,5 годам колонии. Освободившись из тюремного заключения в 2006 году, вернулся к исполнительской карьере.
В 2009 году принял участие в теле-шоу «Битва за респект 3», в котором одержал победу и получил награду из рук Владимира Владимировича Путина, а также принял участие на закрытии Олимпийских игр в Ванкувере.
В 2014 году был осужден и приговорен к одному году в колонии за участие в разбойном нападении. По версии суда, Жиган в составе группы из 5 человек напал на своего PR-менеджера и заставил передать ему 100 тысяч рублей.

## Конфликты

### Владимир Жириновский
После истории под названием «Smotra.ru заселяет гостиницу в Самаре» произошёл скандал, который широко обсуждался в Рунете. На инцидент обратил внимание Владимир Жириновский, который отправил письмо в прокуратуру.

### Oxxxymiron и Schokk
1 ноября 2011 года Жиган вместе с группой вооружённых людей в масках пришёл в квартиру, которую снимали на время российских гастролей рэперы Schokk и Oxxxymiron. Обоих Роман заставил встать на колени и извиниться, а также дал им пощёчины. Происходящее фиксировалось на камеру, фрагменты записи были опубликованы в интернете.
1 ноября 2021 года Oxxxymiron опубликовал запись инцидента в клипе «Кто убил Марка?», где заявляет, что Жиган долгое время шантажировал его публикацией ролика с нападением и таким образом принудил к съёмкам в документальном фильме «BEEF: Русский хип-хоп».
Конфликт завершился на боксёрском ринге на шоу «Наше дело», где Рома Жиган проиграл бой рэперу Schokk, объяснив своё поражение переломом рёбер. После боя Schokk объявил конфликт завершённым, а Жиган отказался от комментариев.

### Телепроект НТВ «Остров»
В 2013 году Рома Жиган принял участие в телепроекте «Остров» на канале НТВ. Во время съемок реалити-шоу «Остров» у Ромы Жигана произошли конфликты с рядом медийных личностей, находившихся на телепроекте в качестве участников — Прохор Шаляпин, Катя Гордон и Глеб Пьяных

## Уголовные дела
По сообщениям СМИ, с 2002 по 2006 год Чумаков отбывал тюремный срок за грабеж и угон автомобиля.
12 декабря 2013 года московская полиция заявила о том, что Чумаков задержан по подозрению в грабеже. 13 декабря рэперу предъявили обвинение по части 2 статьи 162 УК РФ («Разбой»), максимальный срок по которой составляет 10 лет. По неофициальным данным, Жигана задержали лишь спустя полгода после преступления, поскольку летом он уезжал за границу. Жиган своей вины не признавал, но несмотря на это 3 июня 2014 года Савёловский суд Москвы признал рэпера Романа Чумакова виновным в разбойном нападении, осудив на 1 год лишения свободы. Последние слова в суде Жиган сказал зарифмованными в рэп-стиле. 10 декабря 2014 года Чумаков принял решение дать прощальный концерт в исправительной колонии в городе Липецке, где он отбывал тюремный срок за совершение разбойного нападения.

## Общественная позиция
Придерживается националистических взглядов, поддерживает ультраправую организацию Русская община, которую призывает «жёстко вразумлять этих баб», то есть женщин, посещающих ночные клубы.
В 2022 году Чумаков поддержал вторжение России на Украину. Национальное агентство по предотвращению коррупции Украины выступило с инициативой о введении против Чумакова международных санкций за поддержку войны против Украины. В обосновании говорится, что Чумаков «открыто поддерживал оккупацию Крыма и ОРДЛО. Проповедует русский шовинизм и превосходство нации. Распространяет нарративы в соответствии с кремлевской пропагандой в поддержку действий России».
18 апреля 2025 года стало известно, что он внесён в санкционный список Украины сроком на 10 лет.

## Дискография

### Студийные альбомы
- 2008 — «G-77»
- 2009 — «С днем рождения, пацаны»
- 2010 — «Делюга»
- 2012 — «Альфа и Омега» (при уч. Black Market)

### Видеоклипы
- 2009 — «Наше движение» (уч. Trebal)
- 2009 — «Россия»
- 2009 — «Делюга» (уч. Trebal)
- 2010 — «Люберцы»
- 2011 — «Мирного неба»
- 2011 — «Gangsta World» (уч. L.V., Gizo Evoracci)
- 2013 — «Прости» (уч. Rap Pro, Nadya)
- 2014 — «Её нельзя любить»
- 2015 — «Удар в спину»  (уч. Princip)
- 2016 — «Расклад» (уч. Кирилл Седой, Нафталадже)
- 2020 — «Тихий Дон» (уч. MK5,45)